# 39e Film Independent Spirit Awards
De uitreiking van de 39e Film Independent Spirit Awards vond plaats op 25 februari 2024 op het strand van Santa Monica tijdens een ceremonie die werd gepresenteerd door Aidy Bryant. De genomineerden werden bekendgemaakt door Joel Kim Booster en Natalie Morales op 5 december 2023.

## Winnaars en genomineerden
De winnaars staan bovenaan in vet lettertype.

### Beste film
- Past Lives
  - All of Us Strangers
  - American Fiction
  - May December
  - Passages
  - We Grown Now

### Beste debuutfilm
- A Thousand and One
  - All Dirt Roads Taste of Salt
  - Chronicles of a Wandering Saint
  - Earth Mama
  - Upon Entry

### Beste regisseur
- Celine Song – Past Lives
  - Andrew Haigh – All of Us Strangers
  - Todd Haynes – May December
  - William Oldroyd – Eileen
  - Ira Sachs – Passages

### Beste script
- American Fiction – Cord Jefferson
  - Birth/Rebirth – Laura Moss en Brendan J. O'Brien
  - Bottoms – Emma Seligman en Rachel Sennott
  - The Holdovers – David Hemingson
  - Past Lives – Celine Song

### Beste eerste script
- May December – Samy Burch en Alex Mechanik
  - Chronicles of a Wandering Saint – Tomás Gómez Bustillo
  - The Starling Girl – Laurel Parmet
  - Theater Camp – Noah Galvin, Molly Gordon, Nick Lieberman en Ben Platt
  - Upon Entry – Alejandro Rojas en Juan Sebastián Vásquez

### Beste hoofdrol
- Jeffrey Wright – American Fiction
  - Jessica Chastain – Memory
  - Greta Lee – Past Lives
  - Trace Lysette – Monica
  - Natalie Portman – May December
  - Judy Reyes – Birth/Rebirth
  - Franz Rogowski – Passages
  - Andrew Scott – All of Us Strangers
  - Teyana Taylor – A Thousand and One
  - Teo Yoo – Past Lives

### Beste bijrol
- Da'Vine Joy Randolph – The Holdovers
  - Erika Alexander – American Fiction
  - Sterling K. Brown – American Fiction
  - Noah Galvin – Theater Camp
  - Anne Hathaway – Eileen
  - Glenn Howerton – BlackBerry
  - Marin Ireland – Eileen
  - Charles Melton – May December
  - Catalina Saavedra – Rotting in the Sun
  - Ben Whishaw – Passages

### Beste doorbraakrol
- Dominic Sessa – The Holdovers
  - Marshawn Lynch – Bottoms
  - Atibon Nazaire – Mountains
  - Tia Nomore – Earth Mama
  - Anaita Wali Zada – Fremont

### Beste cinematografie
- The Holdovers – Eigil Bryld
  - All Dirt Roads Taste of Salt – Jomo Fray
  - Chronicles of a Wandering Saint – Pablo Lozano
  - Monica – Katelin Arizmendi
  - We Grown Now – Pat Scola

### Beste montage
- How to Blow Up a Pipeline – Daniel Garber
  - Rotting in the Sun – Santiago Cendejas, Gabriel Díaz en Sofía Subercaseaux
  - Theater Camp – Jon Philpot
  - Upon Entry – Emanuele Tiziani
  - We Grown Now – Stephanie Filo

### Beste internationale film
- Anatomy of a Fall, Frankrijk – Justine Triet
  - Godland, Denemarken en IJsland – Hlynur Pálmason
  - Mami Wata, Nigeria – C.J. 'Fiery' Obasi
  - Tótem, Mexico – Lila Avilés
  - The Zone of Interest, Verenigd Koninkrijk, Polen en Verenigde Staten – Jonathan Glazer

### Beste documentaire
- Four Daughters
  - Bye Bye Tiberias
  - Going to Mars: The Nikki Giovanni Project
  - Kokomo City
  - The Mother of All Lies

### John Cassavetes Award
Deze prijs is voor de beste film gemaakt voor minder dan $1.000.000.
- Fremont
  - The Artifice Girl
  - Cadejo Blanco
  - Rotting in the Sun
  - The Unknown Country

### Robert Altman Award
Deze prijs voor beste ensemble wordt gegeven aan de regisseur, de casting director en de cast.
- Showing Up
  - Regisseur: Kelly Reichardt
  - Casting director: Gayle Keller
  - Cast: André Benjamin, Hong Chau, Judd Hirsch, Heather Lawless, James LeGros, John Magaro, Matt Malloy, Amanda Plummer, Maryann Plunkett, Denzel Rodriguez en Michelle Williams

### Beste nieuwe ongescripte- of documentaireserie
- Dear Mama
  - Deadlocked: How America Shaped the Supreme Court
  - Murder in Big Horn
  - Stolen Youth: Inside the Cult at Sarah Lawrence
  - Wrestlers

### Beste nieuwe gescripte serie
- Beef
  - Dreaming Whilst Black
  - I'm a Virgo
  - Jury Duty
  - Slip

### Beste hoofdrol in een nieuwe gescripte serie
- Ali Wong – Beef
  - Emma Corrin – A Murder at the End of the World
  - Dominique Fishback – Swarm
  - Betty Gilpin – Mrs. Davis
  - Jharrel Jerome – I'm a Virgo
  - Zoe Lister-Jones – Slip
  - Bel Powley – A Small Light
  - Bella Ramsey – The Last of Us
  - Ramón Rodríguez – Will Trent
  - Steven Yeun – Beef

### Beste bijrol in een nieuwe gescripte serie
- Nick Offerman – The Last of Us
  - Murray Bartlett – The Last of Us
  - Billie Eilish – Swarm
  - Jack Farthing – Rain Dogs
  - Adina Porter – The Changeling
  - Lewis Pullman – Lessons in Chemistry
  - Benny Safdie – The Curse
  - Luke Tennie – Shrinking
  - Olivia Washington – I'm a Virgo
  - Jessica Williams – Shrinking

### Beste doorbraakrol in een nieuwe gescripte serie
- Keivonn Montreal Woodard – The Last of Us
  - Clark Backo – The Changeling
  - Aria Mia Loberti – All the Light We Cannot See
  - Adjani Salmon – Dreaming Whilst Black
  - Kara Young – I'm a Virgo

### Beste cast in een serie
- Jury Duty
  - Cast: Alan Barinholtz, Susan Berger, Cassandra Blair, David Brown, Kirk Fox, Ross Kimball, Pramode Kumar, Trisha LaFache, Mekki Leeper, James Marsden, Edy Modica, Kerry O'Neill, Rashida Olayiwola, Whitney Rice, Maria Russell, Ishmel Sahid, Ben Seaward, Ron Song en Evan Williams

## Films en series met meerdere nominaties
De volgende films en series ontvingen meerdere nominaties:
| Nominaties | Film                            | Awards |
| ---------- | ------------------------------- | ------ |
| 5          | American Fiction                | 2      |
| 5          | May December                    | 1      |
| 5          | Past Lives                      | 2      |
| 4          | The Holdovers                   | 3      |
| 4          | Passages                        |        |
| 3          | All of Us Strangers             |        |
| 3          | Chronicles of a Wandering Saint |        |
| 3          | Eileen                          |        |
| 3          | Rotting in the Sun              |        |
| 3          | Theater Camp                    |        |
| 3          | Upon Entry                      |        |
| 3          | We Grown Now                    |        |
| 2          | All Dirt Roads Taste of Salt    |        |
| 2          | Birth/Rebirth                   |        |
| 2          | Bottoms                         |        |
| 2          | Earth Mama                      |        |
| 2          | Fremont                         | 1      |
| 2          | Monica                          |        |
| 2          | A Thousand and One              | 1      |
| Nominaties | Serie                           | Awards |
| 4          | I'm a Virgo                     |        |
| 4          | The Last of Us                  | 2      |
| 3          | Beef                            | 2      |
| 2          | The Changeling                  |        |
| 2          | Dreaming Whilst Black           |        |
| 2          | Jury Duty                       | 1      |
| 2          | Shrinking                       |        |
| 2          | Slip                            |        |
| 2          | Swarm                           |        |